# Campionat del Món de Trial 2009
|  | Per al campionat del món en pista coberta d'aquell any, vegeu Campionat del Món de Trial indoor 2009 |

La temporada de 2009 del Campionat del Món de trial fou la 35a edició d'aquest campionat, organitzat per la FIM. El calendari oficial constava d'11 proves puntuables, celebrades entre el 4 d'abril i el 13 de setembre. La penúltima prova fou el «Gran Premi AMV», disputat el 6 de setembre a Tona (Osona).
Toni Bou va guanyar el tercer dels seus 18 campionats mundials a l'aire lliure (a data de 2024), de nou, per davant d'Adam Raga i Takahisa Fujinami, una classificació que es va anar repetint invariablement des del 2007 fins al 2011. Aquell any, un total de sis catalans es van classificar entre els onze primers i, com ja havia passat el 2007, totes les proves puntuables les van guanyar pilots catalans: Toni Bou set, Adam Raga tres i Albert Cabestany l'altra.
Un cop acabada la temporada, Marc Freixa (vuitè classificat aquell any) es va retirar de les competicions. L'osonenc, un dels pilots capdavanters del campionat durant anys, havia acabat el mundial en tercera posició en dues ocasions (2001 i 2003) i en va arribar a guanyar cinc Grans Premis al llarg de la seva carrera.

## Sistema de puntuació
Barem de puntuació a partir de 1984:
| Posició | 1  | 2  | 3  | 4  | 5  | 6  | 7 | 8 | 9 | 10 | 11 | 12 | 13 | 14 | 15 |
| Punts   | 20 | 17 | 15 | 13 | 11 | 10 | 9 | 8 | 7 | 6  | 5  | 4  | 3  | 2  | 1  |

## Calendari
| Ronda | Data           | Gran Premi    | Lloc             | Guanyador        |
| ----- | -------------- | ------------- | ---------------- | ---------------- |
| 1     | 4 d'abril      | Irlanda       | Newcastle        | Adam Raga        |
| 2     | 5 d'abril      | Irlanda       | Newcastle        | Toni Bou         |
| 3     | 26 d'abril     | Portugal      | Chaves           | Toni Bou         |
| 4     | 16 de maig     | Gran Bretanya | Nord Vue         | Toni Bou         |
| 5     | 17 de maig     | Gran Bretanya | Nord Vue         | Toni Bou         |
| 6     | 6 de juny      | Japó          | Twin Ring Motegi | Toni Bou         |
| 7     | 7 de juny      | Japó          | Twin Ring Motegi | Toni Bou         |
| 8     | 21 de juny     | Itàlia        | Barzio           | Adam Raga        |
| 9     | 28 de juny     | Andorra       | La Rabassa       | Albert Cabestany |
| 10    | 6 de setembre  | Espanya       | Tona             | Toni Bou         |
| 11    | 13 de setembre | França        | Isola 2000       | Adam Raga        |

1. ↑  A la província de Lecco

## Classificació final
| Posició | Pilot             | Motocicleta | Punts |
| ------- | ----------------- | ----------- | ----- |
| 1       | Toni Bou          | Montesa     | 200   |
| 2       | Adam Raga         | Gas Gas     | 188   |
| 3       | Takahisa Fujinami | Montesa     | 147   |
| 4       | Jeroni Fajardo    | Beta        | 136   |
| 5       | Albert Cabestany  | Sherco      | 128   |
| 6       | Dougie Lampkin    | Beta        | 118   |
| 7       | James Dabill      | Gas Gas     | 101   |
| 8       | Marc Freixa       | Gas Gas     | 96    |
| 9       | Loris Gubian      | Gas Gas     | 74    |
| 10      | Michael Brown     | Sherco      | 64    |
| 11      | Daniel Oliveras   | Gas Gas     | 54    |